# Asyndetus latus
Asyndetus latus är en tvåvingeart som beskrevs av Van Duzee 1916. Asyndetus latus ingår i släktet Asyndetus och familjen styltflugor. Inga underarter finns listade i Catalogue of Life.